# フィンガーボード (玩具)

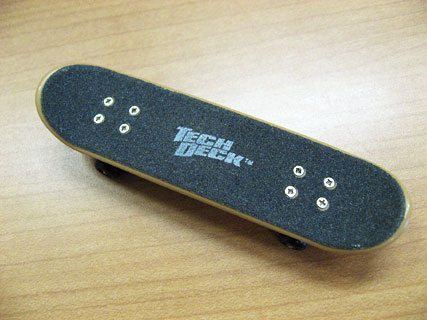
TECH DECKのフィンガーボード

フィンガーボード(finger board)とは、スケートボードを約1:8のスケールに小さくした玩具。フィンガーボードのメーカーとしてはTECH DECKが有名。日本では指スケと略して言われていることがある。

## 概要
通常は指二本を足としてボードに乗せ、手全体を使ってボードを動かし、そして乗せている指を使ってトリックを行う。

## 歴史
元々はただのスケートボードのミニチュアとしてキーチェーンが売られていたが、それがスケートボードのイメージトレーニングに使われ始める。そこで、スケートボードのメーカーが本物のようにトリックが楽しめるように作られ始めたものである。チューンアップも行えるよう本格的になっている。